# کارخانه پنبه بابلسر
کارخانه پنبه مربوط به دوره پهلوی است و در شهرستان بابلسر، داخل شهر در مجارت خیابان امام خمینی واقع شده و این اثر در تاریخ ۱۴ اسفند ۱۳۸۵ با شمارهٔ ثبت ۱۷۸۰۶ به‌عنوان یکی از آثار ملی ایران به ثبت رسیده است.